# Notacanthus abbotti
Notacanthus abbotti is een straalvinnige vissensoort uit de familie van rugstekelalen (Notacanthidae). De wetenschappelijke naam van de soort is voor het eerst geldig gepubliceerd in 1934 door Fowler.